# 中華民國交通部
交通部是中華民國有關交通事務之最高主管機關，其業務範圍涵蓋運輸、郵政、氣象、觀光等4大領域。

## 沿革

### 中國大陸時期
交通部歷史可追溯自清末成立的「郵傳部」。

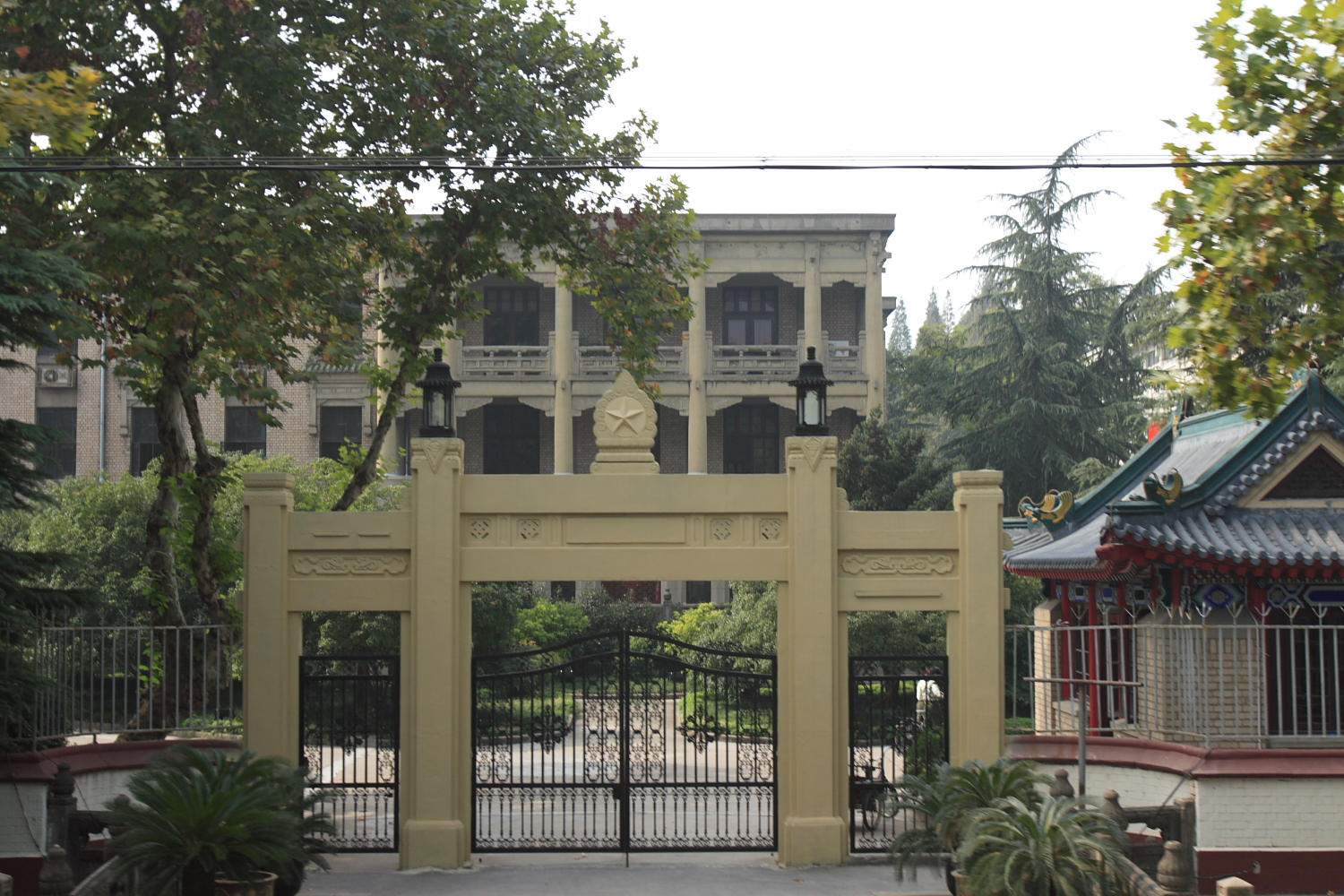
交通部在南京的舊址，
今為中國人民解放軍國防大學政治學院。

交通通訊傳播大樓大門

1912年1月3日，中華民國臨時政府內閣宣布废止郵傳部，改設「交通部」。主管路电邮航四政。
1912年3月12日，北洋政府國務院設「交通部」。
1917年，廣州軍政府亦設置「交通部」。
1926年11月，武汉国民政府（中國國民黨中央執行委員與國民政府委員臨時聯席會議）颁布《交通部组织法》。特派孫科为部长。
1927年5月16日，國民政府於南京市成立「交通部」，以王伯群为部长。设路政司、电政司、邮政司、总务厅。另设电政总局具体经营业务。1927年8月8日颁布《交通部组织法》。1927年10月20日该部由国民政府改隶行政院。1927年11月11日第二次修正公布《交通部组织法》，增设次长一人，路政司第四科改为航政司，总务厅改为秘书处。同月在上海成立招商局督办公处。同年，成立技术委员会（后改为技术官室）、交通职工事务委员会、购料审核委员会。1928年5月25日第三次修正公布《交通部组织法》，内设路政司、电政司、邮政司、航政司、秘书处（专办部长交办事项）、总务处（原秘书处各科划转）。在北平设立档案保管处（接管北洋政府交通部）。
1928年10月23日，撤销交通部路政司，其主管之鐵道事務轉移至新成立的国民政府鐵道部。1928年12月8日第四次修正公布《交通部组织法》，仍以王伯群为部长，政务次长李仲公，常务次长韦以黻。同年成立扬子江水道整理委员会。同年底与铁道部联合成立东北交通委员会。1929年1月成立沪蓉航空线管理处、交通公报处。1929年9月开办吴淞商船专科学校。
1930年1月22日公布《邮政储金汇业总局章程》，3月在上海成立。
1930年2月3日第五次修正公布《交通部组织法》，把民用航空事宜从航政司第四科（裁减）划归邮政司第三科办理。1930年8月成立中美合资的中国航空股份有限公司。1930年12月，成立国际电信局。
1931年2月21日第六次修正公布《交通部组织法》。1931年2月与德国汉莎合资成立欧亚航空有限公司。1931年7月成立上海航政局、哈尔滨航政局、汉口航政局（后改为长江区航政局）、天津航政局。1931年12月，部长王伯群辞职，行政院副院长陈铭枢兼任部长，俞飞鹏改任常务次长，陈孚木任政务次长。1932年11月，輪船招商局收归国有。
1933年12月，交通部所属各科一律以承办业务命名。总务司辖机要、文书、统计、出纳、庶务5科；电政司辖管理、工务、业务、人事、财务、材料6科；邮政司辖邮务、审核、空运3科；航政局辖航务、船舶、海事3科；会计长办公处辖第一、二、三科。
1934年，交通部公布《各区电政管理局组织通则》规定，局置总务、报务、工务、话务4课，各课均分3股，总务课下设庶务、文书、出纳3股；报务课下设营业、有线、无线3股；工务课下设材料、机械、线路3股；话务课下设营业、市内、长途3股；下设各等电报局、无线电台、报话代办处。
1934年，國民政府在南京市中山北路303號建成中國宮殿式的交通部大樓。
1934年6月成立九省长途电话工程处。1934年12月，扬子江水道整理委员会移交全国经济委员会。1935年3月撤销邮政司，邮务科划归邮政总局，审核科划归交通部会计长办公处，邮政储金汇业总局改为邮政储金汇业局隶属于邮政总局。
1936年9月成立广州航政局（后改名珠江区航政局）。1936年11月3日第七次修正公布《交通部组织法》。
1938年1月1日，鐵道部裁撤併入交通部。1938年1月，全国经济委员会管辖的公路处归并于交通部，改组为公路总管理处，成为民国以来正式成立的主管全国公路事业的专门机构。1938年1月14日第八次修正公布《交通部组织法》。设秘书厅、参事厅、技术厅、总务司、人事司、财务司、材料司、路政司、电政司、航政司、会计处、统计室、邮政总局、公路总管理处、交通队警总局。外设湘桂铁路股份有限公司、川湘铁路有限公司、湘黔铁路工程局、滇缅铁路工程处（局）、叙昆铁路工程局、长途电话干线维护工程处、长江航业联合办事处。1938年底成立滇缅公路运输局、西北公路运输局、西南公路运输局。
1938年3月8日第九次修正公布《交通部组织法》。1938年5月成立水陆运输联合办事处。1938年7月30日第十次修正公布《交通部组织法》。1939年成立中苏航空公司、黔桂铁路工程局，西南公路运输局改为川桂公路运输局和西南公路管理处。1940年成立川滇公路管理处、天成铁路工程局、天水铁路工程局、西南西北长途电话网工程总队，川桂公路运输局改为中国运输公司。1941年成立西北公路管理处。国民政府为统制军、公、商的汽车运输，在军事委员会内设“运输统制局”，主管公路工程及运输；交通部的公路总管理处、公路运输总局从1941年7月1日起改隶。1942年成立宝天铁路工程局、电信建设工程总队、綦江铁路工程局。1942年底，运输统制局撤销，所有公路机构归还交通部。
1943年，交通部电政司改组为邮电司，成立电信总局。电政管理局行政归邮电司领导，业务归电信总局管理。1943年3月成立交通部公路總局，同时与航空委员会合作成立中央航空运输公司（前身为歐亞航空）。1943年4月成立中国桥梁公司。1943年7月14日第十一次修正公布《交通部组织法》，内设路政司、邮电司、航政司、材料司、财务司、总务司，人事处、邮政总局、电信总局。中国运输公司归并于西南公路运输局，嘉陵江运输处改为川陕甘联运处。
1944年2月11日第十二次修正公布《交通部组织法》。1944年12月川湘甘联运处归并于川湘川陕水陆联运总管理处。1945年1月军事委员会接收公路总局改组成立“战时运输管理局”；因豫湘桂会战丧失的铁路线，交通部成立“粤汉湘桂黔桂三路撤退员工管训委员会”。
抗战胜利后，成立交通复员准备委员会、湘桂黔铁路工程局。1946年1月，“战时运输管理局”撤销，公路复归交通部公路总局；同月成立台湾区、天津区、东北区、京沪区、武汉区、广东区特派员办公处，负责沦陷区接收。1946年3月颁布各铁路管理局组织规程，成立京沪、津浦、平汉、陇海、晋冀、粤汉等区铁路局。4月成立塘沽新港工程处（后改为局）、“中国长春铁路警察局”驻长春。1946年4月，交通部调整全国电信区域，改原来的5区制为9区制。各区电信管理局内设机构：工务处、业务处、秘书室、人事室、视察室、总务科、财务科、会计科和修机室。工务处下设材料科、机械科、市工科、线路科。业务处下设报务科、话务科、营业科、市业科。5月成立天水铁路工程局。1946年6月7日第十三次修正公布《交通部组织法》。1946年8月成立天津区铁路管理局。9月成立首都铁路轮渡段。
1947年2月成立“中国油轮有限公司”。4月，成立第一交通警察总局（前身为交通警察总局）和第二交通警察总局（前身为东北铁路警察总局）。7月成立山海关桥梁厂。12月成立东北运输总局。1948年7月成立昆明区铁路管理局。
1948年，行憲後繼續維持其建制。 
历任政务次长：
1. 李仲公1927
2. 俞飛鵬1931
3. 陈孚木1932
4. 俞飞鹏1932
5. 彭学沛1937
6. 徐恩曾1942
7. 沈怡1945
8. 龚学遂1945
9. 谭伯羽1946
10. 淩鴻勛1949
11. 马崇六1949

历任常务次长：
1. 韦以黻1928
2. 俞飞鹏1932
3. 张道藩1932
4. 彭学沛1936
5. 王芃生1937
6. 卢作孚1938
7. 潘宜之1943
8. 凌鸿勋1945
9. 萨福均1949
10. 刘绍庭1949

### 政府遷臺後

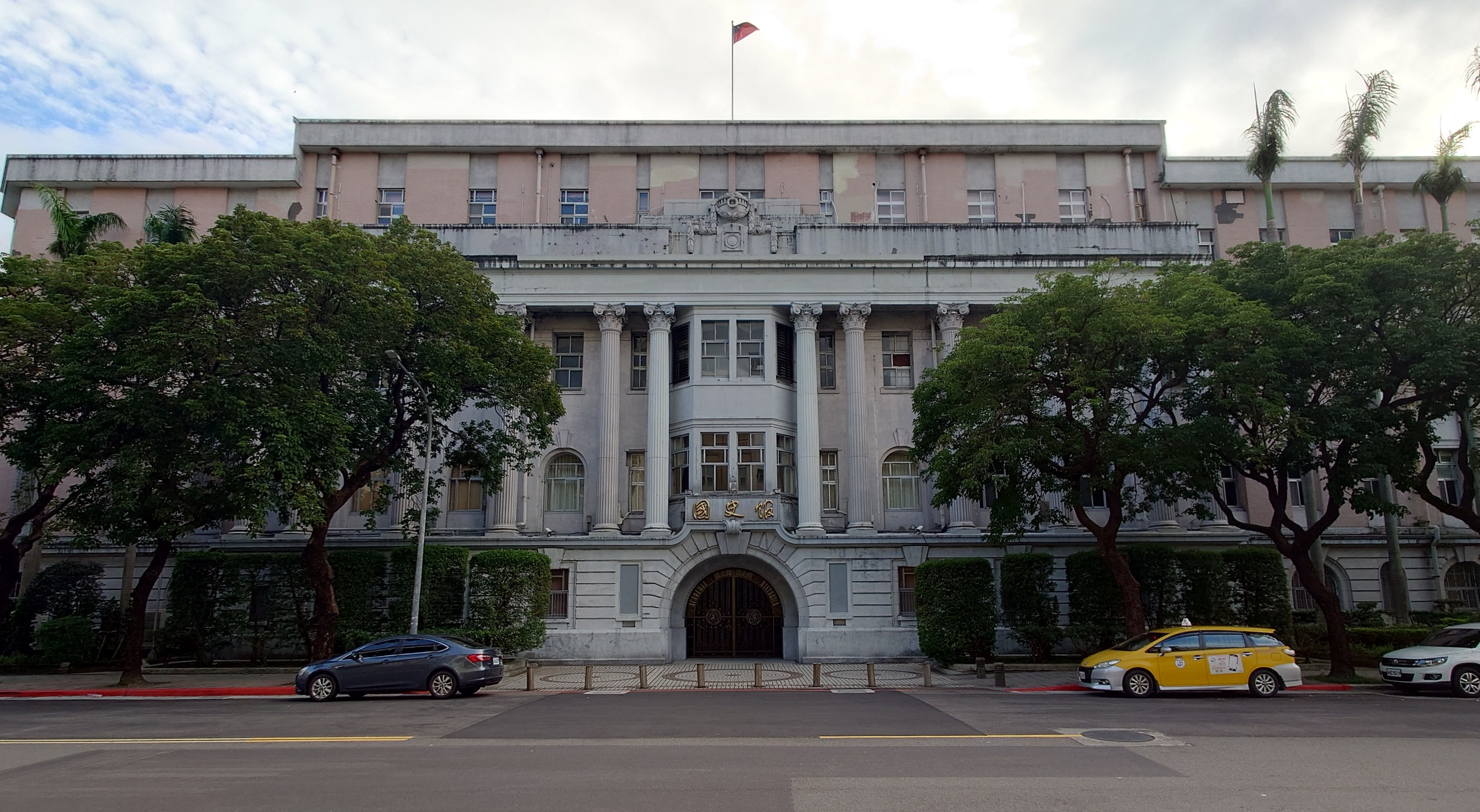
臺灣總督府交通局遞信部舊址

1949年中華民國政府遷往臺灣後，交通部於1956年起以臺北市中正區長沙街一段2號臺灣總督府交通局遞信部作為辦公場所。因原有建築不敷使用，2006年11月10日搬遷至臺北市中正區仁愛路一段50號的交通通訊傳播大樓，與國家通訊傳播委員會（NCC）合署辦公；部本部舊址則改由國史館使用。
2006年前，交通部所管的通信業務，原包含郵政、電信、廣播（包括電台廣播、電視廣播）等三大項；2006年國家通訊傳播委員會（NCC）成立後，廣播業務全部移交予NCC管理，電信業務改與NCC分工，郵政業務則維持原狀。
交通部所屬公營事業方面，除了全資持股的中華郵政公司、桃園國際機場公司、臺灣港務公司及臺灣鐵路公司之外，尚持有中華電信、中華航空、臺灣高鐵公司（前敘兩項透過中華航空事業發展基金會持有）及臺北捷運公司、桃園航勤、陽明海運等交通相關企業之股權。
2010年2月，《行政院組織法》修正時，曾擬將交通部改制為「交通及建設部」，大致由原交通部整併原行政院公共工程委員會及內政部營建署（今內政部國土管理署）營建業務而成，未來擬主管業務除原交通部時期的交通運輸觀光以及郵政外，增加營建產業、公共工程基礎建設及技術規範和政府採購（委託財政部）等事項。2013~2021年《交通及建設部組織法草案》三度送立法院審查；但因朝野無共識無法完成立法。
2017年7月20日，配合《交通部組織法》第20條修正案，交通部副首長人數由政務次長1人、常務次長2人修正為政務次長2人、常務次長1人。2021年3月25日，行政院院會通過組改法案，交通部預定將配合數位發展部的成立而移撥相關業務。
2023年4月26日修正《行政院組織法》恢復交通部名稱及建置；5月16日立法院三讀通過《交通部組織法修正草案》。6月7日公布修正《交通部組織法》。9月15日，新版《交通部組織法》實施，原所屬機關升格更名為中央氣象署、觀光署及公路局。

## 組織
目前架構為：︁
- 部長
  - 次長（政務次長2名、常務次長1名，簡任14職等）
    - 主任秘書（1名，簡任12職等）
    - 參事（12職等同主秘、司處長）

### 部內單位
- 綜合規劃司
- 路政及道安司
- 公共運輸及監理司
- 航政司
- 交通產業發展及國際事務司
- 交通科技及資訊司
- 秘書處
- 會計處
- 統計處
- 政風處
- 人事處
- 法制處

### 所屬機關（構）
- 三級機關（構）
  - 觀光署
  - 中央氣象署
  - 公路局
  - 高速公路局
  - 鐵道局
  - 民用航空局
  - 航港局
  - 運輸研究所

#### 附屬事業機構
- 公司法人組織之機構：
  - 臺灣鐵路股份有限公司
  - 中華郵政股份有限公司
  - 臺灣港務股份有限公司
  - 桃園國際機場股份有限公司

## 歷任交通部首長
北洋政府交通總長
國民政府及行憲後交通部部長
| 任次             | 肖像             | 姓名               | 任職期間         | 任職期間         | 政黨             | 備註                                                    |
| 任次             | 肖像             | 姓名               | 到任時間         | 卸任時間         | 政黨             | 備註                                                    |
| 國民政府交通部長 | 國民政府交通部長 | 國民政府交通部長   | 國民政府交通部長 | 國民政府交通部長 | 國民政府交通部長 | 國民政府交通部長                                        |
| ---------------- | ---------------- | ------------------ | ---------------- | ---------------- | ---------------- | ------------------------------------------------------- |
| 1                |                  | 王伯群 (1885–1944) | 1927年           | 1931年           | 中國國民黨       |                                                         |
| 2                |                  | 陳銘樞 (1889–1965) | 1931年12月       | 1932年10月       | 中國國民黨       |                                                         |
| 3                |                  | 黄紹竑 (1895–1966) | 1932年7月1日     | 1935年10月       | 中國國民黨       |                                                         |
| 4                |                  | 朱家驊 (1893–1963) | 1932年10月28日   | 1935年12月12日   | 中國國民黨       |                                                         |
| 代理             |                  | 俞飛鵬 (1884–1966) | 1935年           | 1935年           | 中國國民黨       |                                                         |
| 5                |                  | 顧孟餘 (1888–1972) | 1935年           | 1937年           | 中國國民黨       |                                                         |
| 6                |                  | 俞飛鵬             | 1937年3月        | 1938年           | 中國國民黨       |                                                         |
| 7                |                  | 張嘉璈 (1889–1979) | 1938年           | 1942年           | 中國國民黨       |                                                         |
| 8                |                  | 曾養甫 (1898–1969) | 1942年12月       | 1945年2月        | 中國國民黨       |                                                         |
| 9                |                  | 俞飛鵬             | 1945年2月        | 1946年5月23日    | 中國國民黨       |                                                         |
| 10               |                  | 俞大維 (1897–1993) | 1946年5月23日    | 1948年6月1日     | 無黨籍           |                                                         |
| 行憲後           |                  |                    |                  |                  |                  |                                                         |
| 1                |                  | 俞大維             | 1948年6月1日     | 1949年3月24日    | 無黨籍           | 陸軍中將                                                |
| 2                |                  | 端木傑 (1897–1972) | 1949年3月24日    | 1950年2月1日     | 中國國民黨       | 陸軍中將                                                |
| 暫兼             |                  | 閻錫山 (1883–1960) | 1949年12月18日   | 1950年2月1日     | 中國國民黨       | 陸軍一級上將                                            |
| 3                |                  | 陳良 (1896–1994)   | 1950年2月1日     | 1950年3月15日    | 中國國民黨       | 陸軍中將                                                |
| 4                |                  | 賀衷寒 (1900–1972) | 1950年3月15日    | 1954年6月1日     | 中國國民黨       | 陸軍中將                                                |
| 5                |                  | 袁守謙 (1903–1992) | 1954年6月1日     | 1960年7月23日    | 中國國民黨       | 陸軍二級上將                                            |
| 6                |                  | 沈怡 (1901–1980)   | 1960年7月23日    | 1967年12月11日   | 中國國民黨       |                                                         |
| 7                |                  | 孫運璿 (1913–2006) | 1967年12月11日   | 1969年10月11日   | 中國國民黨       |                                                         |
| 8                |                  | 張繼正 (1918–2015) | 1969年10月11日   | 1972年6月1日     | 中國國民黨       |                                                         |
| 9                |                  | 高玉樹 (1913–2005) | 1972年6月1日     | 1976年6月11日    | 無黨籍           | 首位台籍部長                                            |
| 10               |                  | 林金生 (1916–2001) | 1976年6月11日    | 1981年12月1日    | 中國國民黨       |                                                         |
| 11               |                  | 連戰 (1936–)       | 1981年12月1日    | 1987年4月23日    | 中國國民黨       |                                                         |
| 12               |                  | 郭南宏 (1936–2023) | 1987年4月23日    | 1989年6月1日     | 中國國民黨       |                                                         |
| 13               |                  | 張建邦 (1929–2018) | 1989年6月1日     | 1991年4月24日    | 中國國民黨       |                                                         |
| 代理             |                  | 馬鎮方 (1924–2021) | 1991年4月24日    | 1991年6月1日     | 中國國民黨       | 政務次長代理                                            |
| 14               |                  | 簡又新 (1946–)     | 1991年6月1日     | 1993年2月27日    | 中國國民黨       |                                                         |
| 15               |                  | 劉兆玄 (1943–)     | 1993年2月27日    | 1996年6月10日    | 中國國民黨       |                                                         |
| 16               |                  | 蔡兆陽 (1941–2008) | 1996年6月10日    | 1998年4月1日     | 中國國民黨       |                                                         |
| 17               |                  | 林豐正 (1940–)     | 1998年4月1日     | 2000年3月27日    | 中國國民黨       |                                                         |
| 代理             |                  | 陳世圯 (1938–)     | 2000年3月27日    | 2000年5月20日    | 中國國民黨       | 政務次長代理                                            |
| 18               |                  | 葉菊蘭 (1949–)     | 2000年5月20日    | 2002年2月1日     | 民主進步黨       | 首位女性部長，也是首位民主進步黨籍部長                  |
| 19               |                  | 林陵三 (1944–2022) | 2002年2月1日     | 2006年1月25日    | 民主進步黨       |                                                         |
| 20               |                  | 郭瑤琪 (1956–2025) | 2006年1月25日    | 2006年8月22日    | 民主進步黨       |                                                         |
| 21               |                  | 蔡堆 (1947–)       | 2006年8月22日    | 2008年5月20日    | 中國國民黨       |                                                         |
| 22               |                  | 毛治國 (1948–)     | 2008年5月20日    | 2013年2月18日    | 中國國民黨       |                                                         |
| 23               |                  | 葉匡時 (1957–)     | 2013年2月18日    | 2015年1月13日    | 中國國民黨       |                                                         |
| 代理             |                  | 陳建宇 (1959–)     | 2015年1月14日    | 2015年1月25日    | 中國國民黨       | 政務次長代理                                            |
| 24               | 2015年1月26日    | 陳建宇 (1959–)     | 2016年5月20日    | 真除             | 中國國民黨       |                                                         |
| 25               |                  | 賀陳旦 (1950–)     | 2016年5月20日    | 2018年7月15日    | 無黨籍           |                                                         |
| 26               |                  | 吳宏謀 (1955–)     | 2018年7月16日    | 2018年12月3日    | 無黨籍           | 2018年10月發生普悠瑪號列車出軌事故，至12月請辭獲准      |
| 代理             |                  | 王國材 (1959–)     | 2018年12月4日    | 2019年1月13日    | 無黨籍           | 政務次長代理                                            |
| 27               |                  | 林佳龍 (1964–)     | 2019年1月14日    | 2021年4月19日    | 民主進步黨       | 2021年4月發生北迴線太魯閣號列車出軌事故，不久後請辭獲准 |
| 28               |                  | 王國材 (1959–)     | 2021年4月20日    | 2024年5月20日    | 無黨籍           |                                                         |
| 29               |                  | 李孟諺 (1966–)     | 2024年5月20日    | 2024年8月19日    | 無黨籍           | 任期最短                                                |
| 代理             |                  | 陳彥伯             | 2024年8月20日    | 2024年9月1日     | 無黨籍           | 政務次長代理                                            |
| 30               |                  | 陳世凱 (1977–)     | 2024年9月2日     | 現任             | 民主進步黨       |                                                         |

## 辦公廳舍

### 部本部
- 位於臺北市中正區仁愛路一段50號的交通通訊傳播大樓，與國家通訊傳播委員會合署辦公。

### 所屬機關
- 觀光署
  - 位於臺北市大安區忠孝東路四段290號9樓（大陸大樓）。

- 中央氣象署
  - 位於臺北市中正區公園路64號，鄰近國家圖書館、台北市立大學、北一女中等設施。

- 公路局
  - 位於臺北市萬華區東園街65號（公路局大廈）。

- 高速公路局
  - 位於新北市泰山區黎明里半山雅70號，與國道公路警察局相鄰。

- 鐵道局
  - 位於新北市板橋區縣民大道二段7號9樓（板橋車站大樓）。大樓內還有包括金管會、智慧財產及商業法院等公署。

- 民用航空局
  - 位於臺北市松山區敦化北路340號，即松山機場正門右側。

- 航港局
  - 位於臺北市大安區和平東路三段1巷1號（航港局敦南大樓）。

- 運輸研究所
  - 位於臺北市松山區敦化北路240號（交通部運輸研究大樓）。

### 附屬事業機構
- 臺鐵公司
  - 位於臺北市中正區黎明里北平西路3號3樓（臺北車站大樓）。

- 中華郵政
  - 位於臺北市大安區金山南路2段55號（中華郵政金山大樓）。

- 臺灣港務公司
  - 位於高雄市鼓山區蓬萊路10號。

- 桃園國際機場公司
  - 位於桃園市大園區航站南路9號，臺灣桃園國際機場內。